# Visunarat
Re Visunarat, detto anche Visunharat Thipath, il cui nome regale fu Samdach Brhat-Anya Chao Visunha Rajadipati Pada Sri Sadhana Kanayudha (Mueang Sua, 1465 – Vientiane, 1520), è stato il sedicesimo sovrano del Regno di Lan Xang, la cui capitale era Mueang Sua (detta anche Xieng Thong), l'odierna Luang Prabang, nel Laos settentrionale.
Divenne re nel 1500 dopo aver detronizzato il predecessore Somphu, di cui era lo zio e primo ministro.
Consolidò la pace di cui Lan Xang godeva dal 1480, dopo la sanguinosa invasione dei Dai Viet. Durante il suo regno fiorirono le arti ed il Buddhismo Theravada raggiunse grande splendore, con l'erezione di templi e la traduzione dei testi sacri in lingua lao.
Le cronache che lo menzionano  provengono dagli antichi annali dei regni di Lan Xang, di Lanna e di Ayutthaya, che differiscono tra loro. Gli avvenimenti e le date relative alla sua vita non sono quindi pienamente attendibili.

## Biografia
Nacque nel 1465 (secondo alcune fonti nel 1443) nella capitale durante il regno del padre Sai Tia Kaphut, il suo nome di nascita era principe Visun, che significa 'fulmine'. Dopo l'abdicazione del padre, il fratello maggiore La Sen Thai divenne re e lo nominò governatore di Vientiane nel 1480, per poi chiamarlo a corte ed assegnargli la carica di primo ministro nel 1491. Nel 1495, alla morte di La Sen Thai divenne il reggente del figlio del fratello, il nuovo re Somphu, che aveva solo 9 anni. Durante i due anni di reggenza fece erigere il complesso templare del Wat Pupharam, dove vennero custodite le ceneri del defunto sovrano. Nel 1497 Somphu divenne re effettivo e a Visun fu nuovamente assegnata la carica di primo ministro.

### Ascesa al trono
Nel 1500 detronizzò il nipote e con il consenso dell'aristocrazia divenne il sedicesimo re di Lan Xang con il nome regale Visunarat. Conferì ai suoi parenti più fidati le cariche di governatori dei principati più importanti del regno. Diede grande impulso alle attività religiose e nel 1502 organizzò il trasporto nella capitale della sacra statua del Buddha chiamata Phra Bang, il palladio della monarchia che era conservato dal 1359 a Vieng Kham, nei pressi di Vientiane. La statua fu conservata provvisoriamente nel Wat Manorom e l'anno dopo venne dato inizio alla costruzione di uno splendido wat in teck alto 40 metri finemente decorato e modellato a forma di bara, per ricordare quanto sia effimera la vita.
La costruzione prese il nome di Wat Visun Maha Vihan, fu inaugurata nel 1504 ed il Phra Bang vi fu trasferito con una sfarzosa cerimonia. La magnifica struttura avrebbe resistito fino al 1887, quando fu ridotta in cenere durante la sanguinaria invasione della città da parte dei banditi cinesi dell'esercito della bandiera nera. Per precauzione la statua era stata rimossa in precedenza dal wat, che venne ricostruito l'anno successivo in muratura ma perse tutto il suo fascino.
Nei primi anni di regno vi fu la ribellione del governatore di Mueang Kabong, l'odierna Thakhek. Il principe ribelle era Kon Kham, cognato di Visunarat, ed il re ordinò al principe Phum Neua governatore di Mueang Khua di reprimere la rivolta. Sopraffatto dal nemico, Kon Kham fuggì e fu catturato e subito chiese il perdono al sovrano. Quando il re concesse la grazia, Kon Kham si fece monaco ed entrò in un monastero, mentre il vittorioso Phum Neua fu nominato primo ministro del regno.

### Diffusione del Buddhismo e delle arti
Oltre che per la costruzione di Wat Visun Maha Vihan ed il trasferimento del Phra Bang, Visunarat fu famoso per aver diffuso il Buddhismo Theravada, che durante il suo regno conobbe uno splendore mai raggiunto in precedenza a Lan Xang. Si creò una scuola di letterati e filosofi che tradussero i sacri testi del Tripitaka dall'originale lingua pāli alla lingua lao. Introdussero anche un nuovo stile poetico che prese il nome Visun e che si sarebbe affermato anche durante i regni dei sovrani successivi.
Fu inoltre pubblicata per la prima volta la leggenda di Khun Borom (Nithan Khun Borom), che comprendeva una sorta di annali del regno dalla creazione del mondo, a cui partecipò il progenitore delle stirpi tai, lo stesso Khun Borom, ed arrivava fino alla storia di Lan Xang. L'opera fu compilata da un alto prelato assistito da esperti di storia e venne approvata da Visunarat. In seguito la leggenda sarebbe stata tradotta in altre lingue ed interpretata in diversi modi, dando luogo a controversie sull'attendibilità dei riferimenti storici. La principale tra le critiche che determinarono il cambiamento del testo originale, fu dettata dalla convinzione che molti degli avvenimenti storici fossero stati omessi o distorti nell'edizione originale a maggior gloria del regno. Nithan Khun Borom fu aggiornata anche nei regni successivi e divenne la primaria fonte di informazioni storiche di Lan Xang.

### Ultimi anni di vita e successione
Gli ultimi anni di regno Visunarat li trascorse a Vientiane, da dove era più facile mantenere il controllo sui turbolenti principati della zona e su quelli del sud. La capitale ufficiale rimase a Mueang Sua. Nel 1505, il sovrano ebbe un figlio a cui diede il nome di principe Bhudhisaraja Kumara, che gli succedette con il nome regale di Phothisarat I nel 1520, quando Visunarat morì a Vientiane.